# Хоффманн Ян
Ян Хоффманн (нім. Jan Hoffmann, нар. 21 травня 1971, Кассель, Федеративна Республіка Німеччина) — німецький диригент.
Вищу освіту за спеціальностями вокал та хорове, оркестрове диригування Ян Хоффманн здобув у музичній школі Майнца при Університеті Йоганна Гутенберга.
З 1998 по 2023 рік Ян Хоффманн був керівником хору та диригентом оперного театру Гіссена. Одночасно із цим, упродовж сезону 2015/2016 року обіймав посаду заступника генерального директора театру. Під час роботи у оперному театрі Гіссена здійснював керівництво багатьма театральними постановками опер, оперет, мюзиклів, зокрема: «Шванда-волинщик» Яроміра Вайнбергера, «Багдадський цирюльник» Петера Корнеліуса, «Біла дама» Франсуа А. Буальд'є, «Завоювання Гранади» Еміліо Арієтти, «Таємничий сад» Алессандро Страделлі. Також, під його орудою виконувалися численні хорові твори, зокрема: «Різдвяна ораторія», «Страсті за Іоанном», «Страсті за Матвієм», «Меса H-Moll» Йоганна С. Баха, «Месія» Георга Ф. Генделя, «Пори року», «Створення світу» Йозефа Гайдна, «Еліас», «Паулюс» Фелікса Мендельсона Бартольді, «Німецький реквієм» Йоганнеса Брамса.
Упродовж 2005—2014 років обіймав посаду керівника хору фестивалю у замку Людвігсбург. На цій посаді здійснював підготовку хору до участі у Зальцбурзькому фестивалі.
У сезоні 2019/2020 року Ян Хоффманн обіймав посаду Першого директора хору Саксонської державної опери Дрездена. З сезону 2024/2025 року Ян Хоффманн продовжить свою діяльність на посаді керівника хору Саксонської державної опери Дрездена.
Ян Хоффманн є професіоналом-практиком, діяльність якого має педагогічну спрямованість. Зокрема, з 2015 року він є викладачем Франкфуртської академії співу, а з 2022 року — Європейської хорової академії (нім. Europa Chor Akademie) у м. Герліц. Стипендисти Яна Хоффманна є переможцями на Гран-Прі Європи з хорового співу (European Grand Prix for Choral Singing), призерами міжнародних хорових змагань.
Суспільна діяльність Яна Хоффманна включає художнє керівництво Гіссенською концертною асоціацією.
Ян Хоффманн займає активну громадську позицію з підтримки України. Під його керівництвом неодноразово проходили концерти на підтримку України.
Багаторічна професійна діяльність Яна Хоффманна була відзначена театральною премією Гіссена «denkmal».